# 梦天实验舱
天宫空间站实验舱Ⅱ，又称 “梦天”实验舱，是中国天宫空间站的组成部分之一，也是该型空间站基本构型中两个大型在轨实验舱段中的第二个。该舱为专业與儲存应用舱，其后端置有实验载荷气闸舱，可将大型载荷投放至真空中。梦天实验舱于2022年10月31日15时37分23秒191毫秒在海南文昌航天发射场发射升空。

## 任务历史
2021年4月，梦天实验舱完成初样研制，转入正样研制阶段。在初样阶段和正样阶段，梦天实验舱分别进行了力学试验、热试验和舱段转位专项试验等大型试验。
2022年8月6日，梦天实验舱运抵文昌航天发射场，开展发射场区各项总装和测试工作。
2022年9月，执行梦天实验舱发射任务的长征五号B遥四运载火箭运抵文昌航天发射场。
2022年10月9日，梦天实验舱完成推进剂加注。
2022年10月25日，梦天实验舱与长征五号B遥四运载火箭组合体转运至发射区。10月27日，空间站组合体偏航180°，建立倒飞姿态。10月29日，梦天实验舱任务发射前系统间全区合练完成。
2022年10月31日15时37分，搭载梦天实验舱的长征五号B遥四运载火箭在文昌航天发射场点火发射升空，15时45分，梦天实验舱与火箭分离并进入预定轨道。15时52分，中继天线展开到位；16时30分左右，太阳翼一次展开完成。11月1日4时27分，实验舱成功对接到天和核心舱前向端口，由于计划择机转向至侧向端口而并未与组合体并网。6时40分左右，太阳翼二次展开完成。
2022年11月3日9时32分，梦天实验舱顺利完成转位，与天和核心舱侧向永久停泊端口再次对接。15时12分，神舟十四号乘组（陈冬、刘洋、蔡旭哲）进入梦天实验舱。15时19分，展开式暴露平台展开完成。
2023年2月16日，梦天舱燃烧科学实验柜成功执行首次在轨点火测试。
2023年9月21日，天宫课堂第四课在中国空间站正式开讲。中国航天员首次在梦天实验舱内进行授课。

## 功能与配置

### 布局
梦天实验舱全长约17.9米，直径4.2米，发射重量约23吨。整舱由工作舱、货物气闸舱、载荷舱、资源舱组成，不再有睡眠艙。

### 工作舱
工作舱总长约9.3米，柱段长6.6米，直径4.2米，前锥布设对接机构和转臂等；舱内分为工作区、锻炼区和存储区，布设高精度時頻平台设备和流體物理、兩相系統、超冷、高溫材料、燃燒科學实验机柜等等。

### 货物气闸舱
货物气闸舱与工作舱连接，嵌套在载荷舱内，总长约2.3米，直径约2.2米，容积约8立方米，出舱口为电动门，大小约为1.2m×1.2m。
货物气闸舱有巨大的舱门，让大尺寸、大质量的载荷的进出舱成为了可能。舱内的自动转移机构可以自动将载荷转移到舱外，配合空间站的机械臂，无需航天员出舱即可部署载荷。

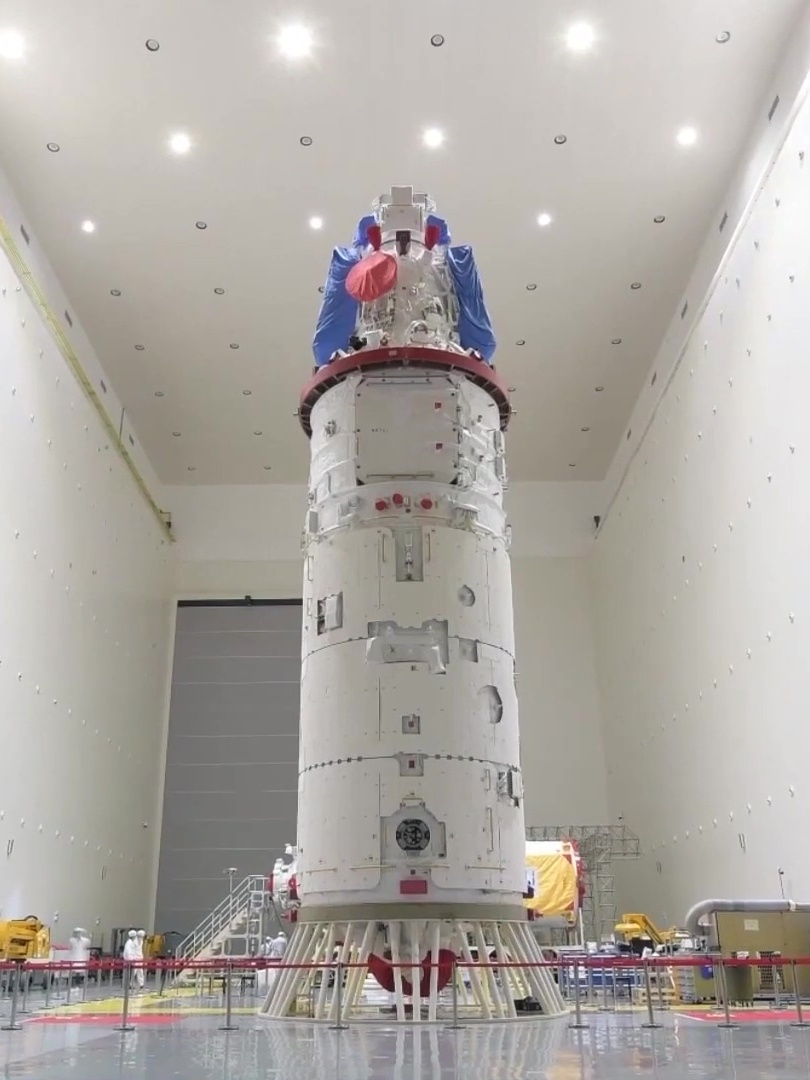
地面测试中的梦天实验舱

## 科学载荷

### 业余无线电载荷
CSSARC是中国空间站的业余无线电有效载荷，由中国无线电协会业余无线电分会（CRAC）、上海宇航系统工程研究所（ASES）和哈尔滨工业大学（HIT）提出。有效载荷的第一阶段能够利用甚高频（VHF）/超高频（UHF）业余无线电波段提供以下功能：
1. V/V或U/U机组乘员语音；
2. V/U或U/V FM中继转发器；
3. V/V或U/U 1k2 AFSK中继器数字；
4. V/V或U/U SSTV或数字图像。

该有效载荷将为全世界的无线电爱好者提供资源，以便与机上的宇航员进行联系或相互交流。它还将发挥激励学生追求科学、技术、工程和数学的兴趣和职业的作用，并鼓励更多的人对业余无线电感兴趣。

## 图集

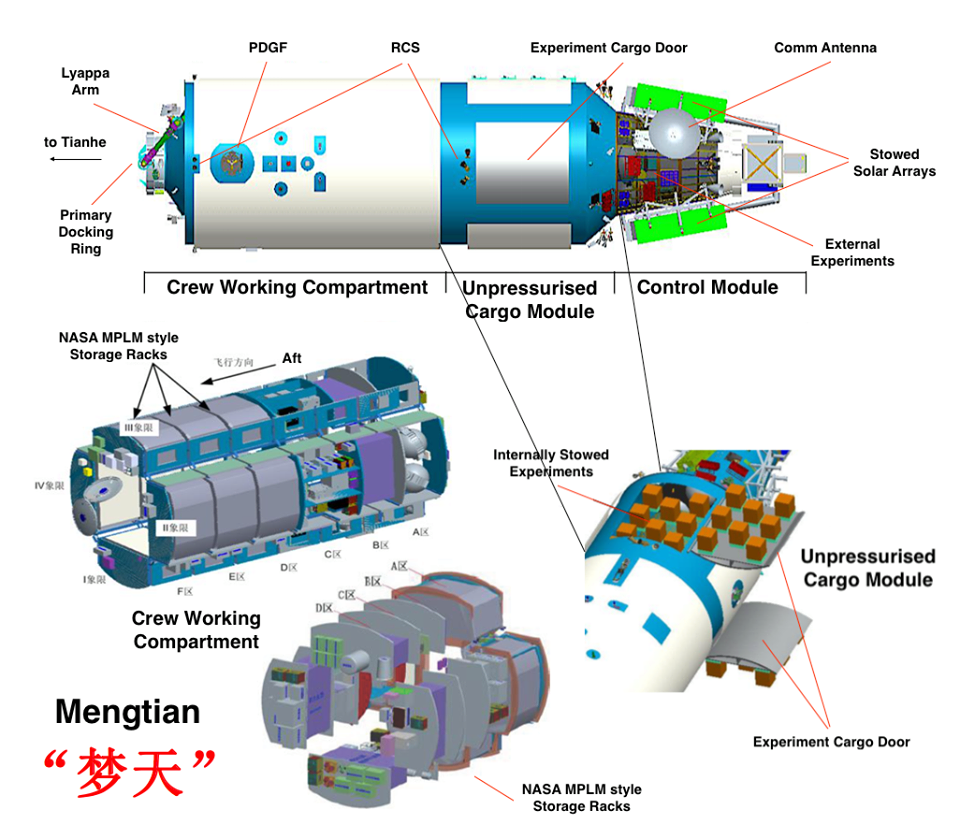
梦天实验舱配置
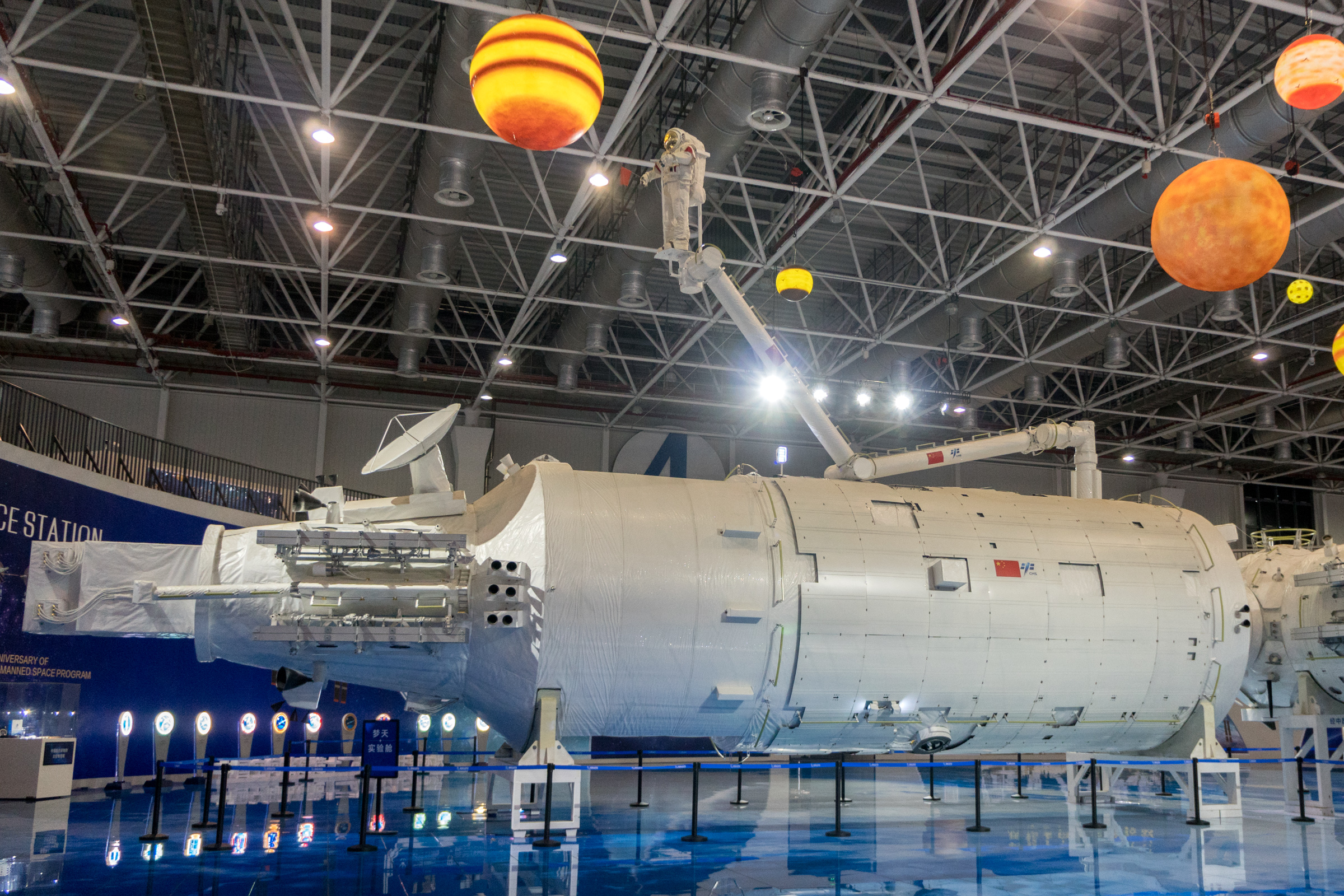
梦天实验舱全尺寸模型

## 外部鏈接
- 实验舱Ⅱ介绍 中国载人航天官方网站 （页面存档备份，存于）